# نفيسة بيربيروفيتش
نفيسة بيربيروفيتش مواليد 3 يوليو 1999 في توزلا، هي لاعبة كرة مضرب بوسنية وتحتل حالياً المرتبة 848 (19 مارس 2018) في تصنيف رابطة محترفات كرة المضرب. أعلى تصنيف لها في الفردي كان 845. أعلى تصنيف لها في الزوجي كان 1188.

## روابط خارجية
- نفيسة بيربيروفيتش على موقع رابطة محترفات التنس (الإنجليزية)
- نفيسة بيربيروفيتش على موقع الاتحاد الدولي لكرة المضرب (الإنجليزية)
- نفيسة بيربيروفيتش على موقع كأس بيلي جين كينغ (الإنجليزية)
- نفيسة بيربيروفيتش على موقع خلاصة التنس.كوم (الإنجليزية)